# North Vernon
North Vernon est une ville des États-Unis située  dans le comté de Jennings, dans l'Indiana. Sa population était de 6 728 habitants au recensement de 2010.

## Personnalité liée à la ville
- Pat O'Connor, pilote automobile.